# Rheomys
Rheomys là một chi động vật có vú trong họ Cricetidae, bộ Gặm nhấm. Chi này được Thomas miêu tả năm 1906. Loài điển hình của chi này là Rheomys underwoodi Thomas, 1906.

## Các loài
Chi này gồm các loài: